# Albéric Deville
Pierre François Albéric Deville (né à Angers le 15 avril 1774 et mort à Paris le 17 avril 1832) est un écrivain, pamphlétaire et éditeur français.
Professeur d'histoire naturelle à l'École centrale d'Auxerre, il publie un almanach (La Guirlande des dames, 1815-1829), des comédies et des poésies pour dames.

## Œuvres principales
- Biévriana, ou Jeux de mots de M. de Bièvre, Paris, Maradan, an VIII.
- Revolutioniana, ou Anecdotes, épigrammes et saillies relatives à la Révolution, Paris, Maradan, an X.
- Voyage aux grottes d'Arcy, suivi de Poésies fugitives et de Pensées détachées, Paris, Gérard, an XI, lire en ligne sur Gallica.
- Arnoldiana, ou Sophie Arnould et ses contemporaines ; recueil choisi d'anecdotes piquantes, de réparties et de bons mots de Mlle Arnould ; précédé d'une notice sur sa vie et sur l'Académie impériale de musique. Par l'auteur du “Biévriana”, Paris, Gérard, 1813.
- La Corbeille de rose, ou la Jolie Rosière, Paris, Marcilly, s.d. [1816], lire en ligne sur Gallica.
- La Botanique de J.-J. Rousseau, contenant tout ce qu'il a écrit sur cette science, augmentée de l'exposition de la méthode de Tournefort, de celle du système de Linné, d'un nouveau dictionnaire de botanique et de notes historiques, etc., Paris, François Louis, 1823, lire en ligne sur Gallica.
- Le Bouquet de Flore, Paris, Marcilly, s.d. [c. 1825], lire en ligne sur Gallica.
- Album moral des demoiselles, Paris, Marcilly, s.d. [c. 1827], lire en ligne sur Gallica.
- Fables anthologiques, ou les Fleurs mises en action, Paris, François Louis, 1828, lire en ligne sur Gallica.